# Tamara Tunie

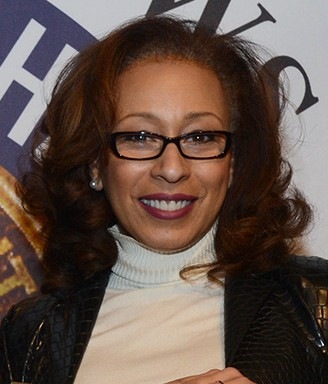
Tamara Tunie (2014)

Tamara Tunie (* 14. März 1959 in McKeesport, Pennsylvania als Tamara Tunie Bouquett) ist eine US-amerikanische Schauspielerin.
Nach dem Schauspielstudium an der Carnegie Mellon University spielte Tunie hauptsächlich in Krimiserien und in der Seifenoper Jung und Leidenschaftlich – Wie das Leben so spielt.
Für ihre darstellerische Leistung in The Caveman’s Valentine wurde Tunie 2002 als beste Nebendarstellerin für den Independent Spirit Award nominiert. Sie gehörte zum Produzententeam des Broadway-Musicals Spring Awakening, das 2007 mit dem Tony Award ausgezeichnet wurde.

## Filmografie (Auswahl)
- 1987: Wall Street
- 1987–2009: Jung und Leidenschaftlich – Wie das Leben so spielt ( As the World Turns, Fernsehserie)
- 1993: Die Wiege der Sonne (Rising Sun)
- 1994–1997: New York Cops – NYPD Blue (NYPD Blue, Fernsehserie, 5 Folgen)
- 1996: City Hall
- 1996: Law & Order (Fernsehserie, Folge 7x07)
- 1997: Projekt: Peacemaker (The Peacemaker)
- 1997: Im Auftrag des Teufels (The Devil’s Advocate)
- 1998: Spiel auf Zeit (Snake Eyes)
- 1999: Sex and the City (Fernsehserie, eine Folge)
- seit 2000: Law & Order: Special Victims Unit (Fernsehserie)
- 2001: The Caveman’s Valentine
- 2002: 24 (Fernsehserie, 6 Folgen)
- 2012: Flight
- 2014–2015: The Red Road (Fernsehserie, 11 Folgen)
- 2017–2018: Better Call Saul (Fernsehserie, 3 Folgen)
- 2018: Dietland (Fernsehserie, 10 Folgen)
- 2018: Unersetzlich (Irreplaceable You)
- 2021: Cowboy Bebop (Netflix-Serie, 6 Folgen)
- 2021: A Journal for Jordan
- 2022: Whitney Houston: I Wanna Dance with Somebody
- 2024: Law & Order: Organized Crime (Fernsehserie, Folge 4x02)